# Тойохаши
Тойохаши е град в префектура Айчи, Япония. Населението му е 373 592 жители (по приблизителна оценка от октомври 2018 г.), (1 януари 2010 г.), а общата площ 261,26 кв. км. Намира се в часова зона UTC+9 в южната част на префектурата си. Градът разполага с най-голямото пристанище за износ и внос на автомобили в Япония. Автомобили на Тойота, Мицубиши, Сузуки, Даймлер-Крайслер, Форд, Ауди, Порше и Фолксваген се внасят и изнасят чрез пристанището.

## Побратимени градове
- Нантун (Китай)
- Толидо (Охайо, САЩ)

## Личности
Родени
- Китаро, музикант и композитор